# 德奥瑞

德奥瑞国家（D-A-CH-Länder）

欧洲地图上的德奥瑞

德奥瑞（D-A-CH）是一个首字母缩略字组成的合成词，代表三个主要的德语区国家：德国、奥地利和瑞士。

## 词源
D、A、CH三组字母分别代表
1. 德国（德语：Deutschland）
2. 奥地利（拉丁语：Austria）
3. 瑞士（拉丁语：Confoederatio Helvetica）

DACH在德语中本意为屋顶，在这里取其首字母缩写代表德奥瑞三个国家，引申义代指德语区国家（DACH-Region）。
另外在英语中，德国、瑞士和奥地利也被称为GSA（Germany, Switzerland, Austria）。另有D-A-CH-LI代表德国、奥地利、瑞士、列支敦士登。